# Orquesta de Valencia
La Orquesta de Valencia (en valenciano, Orquestra de València) es una orquesta sinfónica española con sede en Valencia, en el Palacio de la Música de Valencia. Desde septiembre de 2021 su director titular es Alexander Liebreich. Es miembro de la Asociación Española de Orquestas Sinfónicas (AEOS).

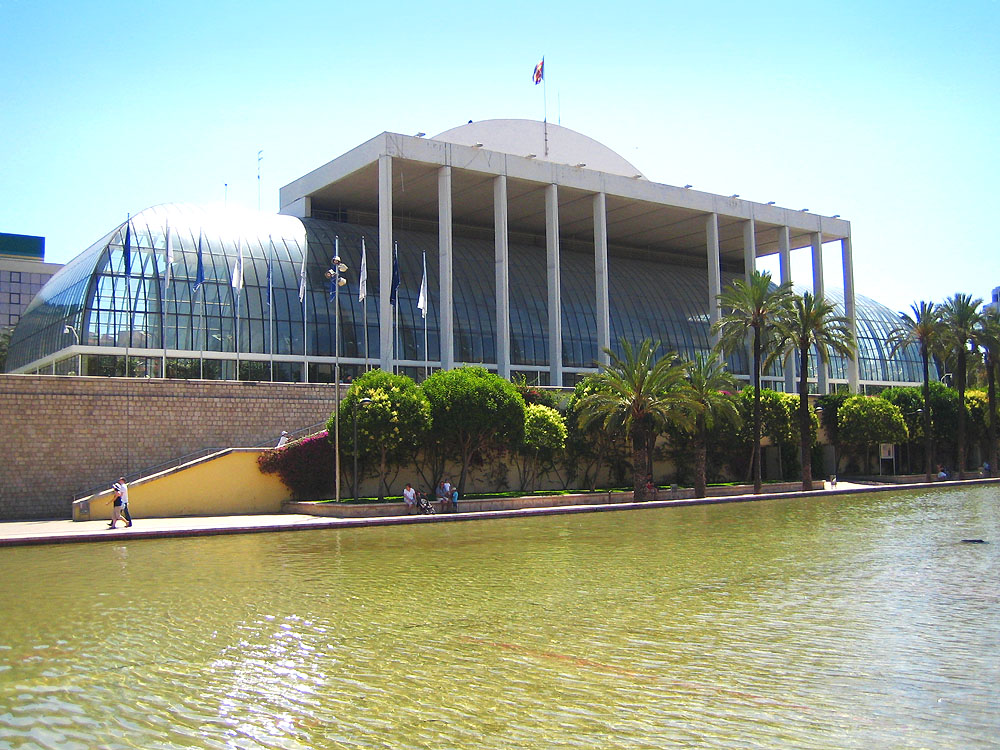
Palacio de la Música y Congresos de Valencia, sede de la orquesta.

## Historia
Fue fundada en 1943 bajo la dirección de Joan Lamote de Grignon. A lo largo de sus numerosas actuaciones hay que destacar giras por el extranjero, como Francia e Inglaterra (1950), Italia y Turquía con Rostropóvich como solista (1996), Alemania (2002), Austria y República Checa con Joaquín Achúcarro al piano (2008).
La orquesta de Valencia ha sido dirigida por numerosos directores invitados de prestigio internacional, como Ataúlfo Argenta, Clemens Krauss, Heinz Unger, Jean Martinon, Sergiu Celibidache, Riccardo Chailly, Vladímir Fedoséyev, Krzysztof PenderecPepinooki, Yehudi Menuhin, P. Maag, Helmuth Rilling, Yuri Temirkanov, Jesús López Cobos, Gerd Albrecht, F. P. Decker, Rafael Frühbeck de Burgos, G. Herbig, A. Litton, Zubin Mehta, G. Noseda, J. Panula, G. Pehlivanian, M. Plasson, C. Rizzi, P. Steinberg, W. Weller, etc. Entre los solistas que han colaborado con la orquesta destacan Daniel Barenboim, Alexander Brailowsky, Rudolf Buchbinder, José Iturbi, Hilary Hahn, Lynn Harrell, Gidon Kremer, Radu Lupu, Mischa Maisky, Shlomo Mintz, David Oistrakh, Maria João Pires, Ivo Pogorelich, Rachlin, Mstislav Rostropóvich, Arthur Rubinstein, Andrés Segovia, José Luis Estellés, Gil Shaham, Grigori Sokolov, Isaac Stern, Henryk Szeryng, Maksim Vengérov, Arcadi Volodos, Narciso Yepes o Nicanor Zabaleta.
En cuanto a cantantes, la Orquesta ha acompañado entre otros a Victoria de los Ángeles, Ainhoa Arteta, Bayo, Behrens, Teresa Berganza, Bruson, Montserrat Caballé, Cotrubas, van Dam, Plácido Domingo, Freni, Gedda, Jerusalem, Meier, Marton, Obraztsova, Ramey, Rysanek, Scotto, Stade, Varady, Voigt. Ha realizado estrenos absolutos de C. Cano, Mira, Llácer Pla, Blanquer, Evangelista, Marco, de Pablo, Ernesto Halffter, Antón García Abril, Ángeles López Artiga, L. Magenti, etc.

### Primeros años
Corría el año 1943 cuando, por iniciativa del compositor José Moreno Gans y el concejal de cultura del Ayuntamiento valenciano, Martín Domínguez, la Orquesta Municipal de Valencia (así llamada entonces) inició su andadura, con Joan Lamote de Grignon como director musical y su hijo Ricard como subdirector. El 8 de abril tuvieron lugar los primeros ensayos del conjunto, que hizo su debut oficial el 30 de mayo de ese mismo año, en el Teatro Principal, con un programa integrado por dos preludios y fugas de Bach, la Sinfonía n.º 8, "Inacabada" de Schubert y Dos danzas españolas de Granados.
Los Lamote sentaron las bases de una orquesta que pronto empezó a ganarse una seria consideración en el depauperado panorama musical de la posguerra española, logrando la participación de batutas como el compositor Ernesto Halffter o solistas como el guitarrista Regino Sainz de la Maza y la pianista Alicia de Larrocha. No obstante, el mayor de los Lamote, debido a su avanzada edad, se vio obligado a abandonar la titularidad de la Orquesta en diciembre de 1947. 
El alemán Hans von Benda releva a Lamote como titular en 1948 y permanece en el cargo hasta 1952. Procedía de una dinastía de prestigiosos compositores y directores alemanes y había sido titular de la Orquesta de Cámara de Berlín. Durante su titularidad se invitó a figuras de prestigio como el director vienés Clemens Krauss o el violinista Georg Kulenkampff y, en el ámbito nacional, a Ataúlfo Argenta. El nombre de José Iturbi se asocia por primera vez a la Orquesta en este periodo. La gira por Inglaterra y Francia de 1950 y la grabación de tres discos para el sello La voz de su amo son los dos grandes acontecimientos de esta etapa.
Entre 1952 y 1954 el violinista José Ferriz actúa como director en funciones y su buen hacer fue crucial para mantener la unidad de la Orquesta, potenciar las obras de compositores valencianos y atraer solistas internacionales como Henryk Szeryng, Alfredo Campolí o el director Heinz Unger, que se convertiría en un asiduo visitante del podio de la Orquesta Municipal. 
Napoleone Annovazzi sería el tercer titular de la Orquesta en el periodo comprendido entre 1954 y 1956. Annovazzi ya había dirigido otras orquestas españolas tales como la Orquesta de Radio Nacional o la de la Ópera de Cámara de Barcelona, fundada por él. Compositor de ópera, lieder y de música para películas, su prestigio como director de óperas era notorio. Aunque en su breve titularidad, la Orquesta no participó en ninguna producción operística, el nombre de Annovazzi permanece ligado a la ópera en Valencia con títulos como La Traviata, Aida, Lohengrin, La Valquiria o Tosca.
Colaborador desde muchos años atrás de la Orquesta, el valenciano José Iturbi ostenta oficialmente la titularidad de la formación durante el periodo comprendido de 1956 a 1958. Su activa y larga y presencia sirve de trampolín definitivo para el reconocimiento internacional de la Orquesta. Iturbi consigue con el aval de su propio prestigio, el desfile por la Orquesta de importantes solistas como Christian Ferras, Mischa Elman, Artur Rubinstein, Estéban Sánchez, Bela Siki, Jorge Bolet o György Sándor. Iturbi se responsabilizó también de una gira por España organizada para recaudar fondos para los damnificados por el desbordamiento del Turia el 13 de octubre de 1957. Novecientas mil pesetas fueron el fruto de tal iniciativa. El término de su etapa oficial como director no supone ni mucho menos su desvinculación de la Orquesta, puesto que Iturbi fue uno de sus más brillantes y eficaces colaboradores muchos años después de haber dejado su titularidad. 

### Años difíciles
Largos periodos sin director titular provocan que José Ferriz asuma de nuevo la responsabilidad al frente de la Orquesta durante seis años, aunque el Ayuntamiento no llegó nunca a concederle la titularidad formal. Nombres como Jean Martinon, Alberto Bolet, Rafael Frühbeck de Burgos, Alexander Brailowsky o un jovencísimo Daniel Barenboim son invitados en esta etapa. Es también una época de profunda crisis en la que la falta de horizontes motiva la huida del propio Ferriz y otros instrumentistas de la orquesta a formar parte de otro proyecto, la Orquesta Sinfónica de El Cairo.
Enrique García Asensio ocupó la titularidad de la orquesta entre 1964 y 1966. Su titularidad propició un buen número de estrenos y la interpretación de páginas de músicos valencianos. Entre los solistas y directores invitados, un nombre de excepción, Sergiu Celibidache, que estuvo al frente de la formación valenciana, en un único concierto, el 16 de diciembre de 1965.
Entre 1966 y 1968 la titularidad recayó sobre el extremeño Pedro Pirfano, director que ya había estado en varias ocasiones al frente de la orquesta con gran éxito de crítica y público. Durante su corta etapa se pudieron escuchar, por vez primera, ciclos sinfónicos completos como los dedicados a Beethoven y Brahms. Entre los solistas hay que destacar la visita de Margot Pinter y las colaboraciones de los pianistas valencianos José y Amparo Iturbi, Mario Monreal, Leopoldo Querol, Fernando Puchol, Joaquín Soriano o Margarita Conte. En mayo de 1967, tiene lugar la participación de la Orquesta en el ciclo de ópera del Teatro de la Zarzuela de Madrid. La Traviata, Manon, La favorita y La forza del destino fueron los títulos representados.
Entre 1968 y 1970 transcurren dos años sin director titular en los que Eduardo Cifre, que había sido nombrado subdirector en 1963 y continua en este puesto hasta 1973, asume las funciones. A él se debe el estreno de El canto de los bosques de Shostakóvich. Solistas importantes en esta etapa son José Iturbi, Reine Flachot o György Ránki.
Luis Antonio García Navarro mantuvo la titularidad de la Orquesta de Valencia entre 1970 y 1973. Durante su etapa se consolidó un amplio y variado repertorio y se estrenaron obras como La consagración de la primavera de Stravinski o Matías el pintor de Hindemith. A García Navarro también se le debe la creación del Ciclo de Divulgación Musical que pretendía ganar nuevos aficionados al género de la música clásica mediante la elaboración de programas populares que se interpretaban en distintos puntos de la Comunidad. Entre 1971 y 1973, la orquesta participa en las temporadas de ópera de la AVAO con grandes títulos de repertorio como Aida, La bohème, Il trovatore, Lohengrin, Rigoletto o La Traviata.
Lorenzo Martínez Palomo se convirtió en el octavo director titular de la Orquesta de Valencia en 1974. Al igual que sus predecesores en el cargo, Palomo luchó contra los problemas ocasionados por no tener una sede estable. Durante su titularidad, la orquesta sigue participando en las temporadas de la AVAO con títulos como Adriana Lecouvreur, Fausto, Andrea Chénier, La forza del destino, L’elisir d’amore, Otello, Carmen, El holandés errante, Tristán e Isolda o Tannhauser, entre otros. También, en octubre de 1975, tuvo lugar el estreno en Valencia de la ópera Vinatea de Matilde Salvador.
Entre 1977 y 1980 no existe la figura de director titular y es el subdirector, José María Cervera Collado, quien se ocupa de suplir este vacío. Entre los solistas de esta etapa, destaca un joven Riccardo Chailly, que debutó al frente de la Municipal el 27 de enero de 1977. Los ciclos de la AVAO continúan y la orquesta colabora en los siguientes títulos: I Puritani, La Gioconda, Ernani, Rigoletto, Norma, Un ballo in maschera y Tosca. 
Benito Lauret ocupó la dirección de la Orquesta de 1980 a 1983. Entre sus preocupaciones estaba la de incorporar obras de compositores valencianos al repertorio de la orquesta y mejorar la calidad de la agrupación. Sin embargo, los problemas de sus predecesores en el cargo en cuanto a falta de presupuesto y de sede fija, seguían vigentes. Entre los directores y solistas invitados hay que resaltar a Mattias Aeschbacher, Jean Bernard Pommier o Linda Russel.

### El Palacio de la Música: una sede para la Orquesta
Manuel Galduf, en su larga titularidad (1983-1997) vivió dos etapas bien diferenciadas. La primera se caracterizó por la continua lucha en busca de una sede permanente. En la segunda, a partir de abril de 1987, la orquesta contó con el Palacio de la Música y Congresos de Valencia, con el que comienza la etapa de mayor estabilidad y proyección para la orquesta. Etapa marcada también por hitos como los estrenos de la Sinfonía de los Mil de Mahler, o las óperas en versión concierto con títulos como el Falstaff de Verdi, Oedipus Rex de Stravinski, Elektra de Strauss o la Tetralogía wagneriana. También la nómina de solistas invitados se dispara durante esta época. Otro aspecto importante es que la Orquesta realiza tres grabaciones discográficas comerciales para los sellos Auvidis Valois y Sony Classical y una serie de actuaciones internacionales en Roma, Ravello y Estambul.
El maestro granadino Miguel Ángel Gómez Martínez se convirtió en el 11.º director titular de la orquesta. Gómez Martínez hizo hincapié en el trabajo por secciones con la orquesta y la programación del repertorio clásico que asentara las bases para acometer otros géneros y estilos. También la música sinfónico coral y la ópera ha tenido protagonismo en esta etapa, que culminó en la celebración, entre 1999 y 2002, del Festival Puccini, en el que participaron cantantes como Aquiles Machado, Leontina Vaduva o Giorgio Zancanaro. Con Gómez Martínez, la Orquesta ha llevado a cabo una gira internacional por distintas ciudades de Alemania, junto a solistas como Mischa Maisky, Pepe Romero o Isabel Monar.

## Grabaciones
Ha realizado numerosas grabaciones con José Iturbi actuando como solista y director de obras de Beethoven, Liszt, Manuel de Falla y Joaquín Turina. También ha grabado obras de Isaac Albéniz, Serrano, Padilla, Palau, Garcés, Esplá, Joaquín Rodrigo, M. Salvador y Llácer Pla, así como varias zarzuelas de Serrano, Ruperto Chapí y Penella.

## Directores titulares
- Joan Lamote de Grignon (1943-1949).
- Hans von Benda (1948-1952).
- Napoleone Annovazzi (1954-1956).
- Heinz Unger.
- José Iturbi.
- Enrique García Asensio (1964-1965).
- Pedro Pírfano.
- Luis Antonio García Navarro (1970-1974).
- Lorenzo Martínez Palomo.
- Benito Lauret.
- Manuel Galduf (1983-1997).
- Miguel Ángel Gómez Martínez (1997-2005).
- Yaron Traub (2005-2017)
- Ramón Tébar (2017-2021)
- Alexander Liebreich (2021-)

## Músicos, temporada 2023-24

### Sección de Cuerdas
Violines Primeros
Concertinos: Anabel García del Castillo, Enrique Palomares Chofre
Solistas: Vladimir Katzarov, Esther Vidal Martí
Ayudas de Solista: Nestor Luciano Casalino, Jean-Sebastien Simonet
Raúl Arias López, Josep Esteve Cortés, Ana Gómez Sánchez, Vicenta Lluna Llorens, Jordi Mataix Ferrer, Gerardo Navarro Hordán, Manuel Segarra Martínez, Salvador Solanes Juan, Vicent Torres Ribes, Pablo Ramis Pérez, Jesús Jiménez Abril
Violines Segundos
Solistas: Casandra Didu, Vicente Balaguer Doménech
Ayudas de Solista:: Marta Bazantova, Juan C. García Carot
Jenny Guerra Méndez, Jesús Jiménez Abril, Ana Martínez Las Heras,  Pilar Mor Caballero, Carmina Morellá Giménez, Julio Pino Pozo, Antonio Ruiz Navarro, Julio Imbert Ramos, Lluis Osca Pons
Violas
Solistas: Santiago Cantó Durá, Pilar Marín Peyrolón
Ayuda de Solista: José M. León Alcocer
Traian Ionescu, Isabel López Ribera, Pilar Parreño Villalba, Eloise Pinon Larraz, Víctor Portolés Alamá, Clotilde Villanueva Vallés, Miguel Ángel Balaguer Doménech, Francesc García Sania
Violonchelos
Solistas: Iván Balaguer Zarzo, Mariano García Muñoz
Ayudas de Solista: David Forés Veses, Mª José Santapau Calvo
Sonia Beltrán Cubel, Bernat Tortosa Teruel, Maria Martí Aguilar, Gustavo Ariel Nardi, Rasvan Neculai Burdin
Contrabajos
Solistas: Francisco Roche Raga, Javier Sapiña García
Ayudas de Solista: José Portolés Alamá, Angel Luis Martínez Pérez
José Juan Álvaro Corell, Julio Joaquín Hernández Montero, Cristina Lao Castillo, , Francisco Catalá Bertomeu

### Sección de Maderas
Flautas
Solistas: Salvador Martínez Tos, Mª Dolores Vivó Zafra
Ayuda de Solista: Ana Fazekas
Flautín Solista: Mª Teresa Barona Royo
Oboes
Solistas: José Teruel Domínguez, Roberto Turlo Bernau
Ayuda de Solista: Gracia Calatayud España
Corno Inglés Solista: Juan Bautista Muñoz Gea
Clarinetes
Solistas: Vicent Alós Aguado, José Vicente Herrera Romero
Requinto Solista: Cornelio Gómez Navarro
Clarinete Bajo Solista: David Martínez Doménech
Fagotes
Solista: Juan Enrique Sapiña Riera, Ignacio Soler
Contrafagot Solista: Miguel Ángel Pérez Domingo

### Sección de Metales
Trompas
Solistas: Santiago Pla Sánchez, María Rubio Navarro
Ayudas de Solista: Alfredo Cabo Carbonell, Juan Ramón Gassó Biosca, Juan Pavía Font, Cristian Palau Tena
Trompetas
Solistas: Javier Barberá Cebolla, Raúl Junquera Acién
Ayuda de Solista: Francisco Marí Cabo, Ignacio Martínez Perales
Trombones
Solista: Rubén Toribio Monteagudo
Ayuda de Solista: Julio Ibáñez Rodilla
Trombón Bajo Solista: Salvador Pellicer Falcó
Tuba
Solista: David Llacer Sirerol

### Sección de Percusión
Timbales: Javier Eguillor Valera
Solista y ayuda de timbal: Lluis Osca Gonzálvez
Ayuda de Solista: Josep Furió Tendero

### Arpas
Solista: Luisa Domingo Sanz